# Lễ hội Cồng chiêng
Lễ hội cồng chiêng là một lễ hội được tổ chức hàng năm theo hình thức luân phiên tại các tỉnh có văn hoá cồng chiêng trong đó Đắk Lắk là một điểm quan trọng và hay được chọn nhất do vị trí trung tâm văn hoá, chính trị, xã hội của khu vực Tây nguyên nơi có nhiều cồng chiêng nhất ở Việt Nam.

## Đặc điểm
Lễ hội được tổ chức nhằm quảng bá hình ảnh Không gian văn hóa Cồng Chiêng Tây Nguyên đã được UNESCO công nhận là kiệt tác truyền khẩu và phi vật thể nhân loại. Đó không những là một sự kiện quan trọng của người dân tây nguyên mà còn cả với đất nước Việt Nam.
Trong lễ hội nghệ nhân từ các tỉnh thành sẽ trình bày, biểu diễn không gian văn hoá dân tộc của tỉnh mình. Do mang đậm màu sắc du lịch nên nó thường được giới thiệu trong các chương trình du lịch như của du lịch Đắk Lắk. Những lễ hội dân gian đặc sắc của các dân tộc Tây Nguyên sẽ được dựng lại, nhằm kêu gọi cộng đồng cùng chung sức bảo tồn và phát huy những giá trị văn hóa của cư dân các dân tộc. Đồng thời giới thiệu với du khách những thành tựu về kinh tế, văn hóa và tiềm năng du lịch của các dân tộc Tây Nguyên, bên cạnh các hoạt động văn hóa còn hội chợ triển lãm về công cụ sản xuất, đồ gia dụng và hàng thủ công mỹ nghệ của các dân tộc Tây Nguyên.
"Một cảm giác hoành tráng, thiêng liêng sẽ trỗi dậy trong ta khi nghe dàn cồng chiêng Gia Lai và Bahnar trình diễn" (GS Tô Ngọc Thanh). Đó chính là cảm giác mà nhiều người đã trải nghiệm qua phần trình diễn của 40 nghệ nhân Bahnar với dàn cồng chiêng tái hiện lễ Đâm trâu, Mừng nhà rông, Mừng lúa mới, Mừng đám cưới, Mừng được mùa, Bỏ mả...
Cồng chiêng Tây nguyên là nơi tiết tấu và giai điệu gặp nhau, kết hợp lại thành bè, thành giai điệu.
"Cồng chiêng Tây nguyên bảo lưu được hình thức diễn xướng tập thể - cộng đồng, hợp tấu bằng cách nghe nhau, tức phải có tâm linh cộng đồng ứng vào - GS Tô Vũ khẳng định - Hoàn toàn xa lạ với việc cá nhân hóa, nghệ sĩ hóa người biểu diễn, văn hóa cồng chiêng chỉ còn ở Đông Nam Á, và nguyên thủy nhất là ở Tây nguyên". TS Vũ Nhật Thăng cho rằng cồng chiêng dựa theo hàng âm của ống hơi không khoét lỗ bấm - loại nhạc cụ lâu đời hơn và phổ biến ở Tây nguyên - "cũng có nghĩa là dựa theo thang âm của Trời, vừa thiêng liêng vừa độc đáo".
Một nghệ thuật thiêng 
"Cồng chiêng càng cổ bao nhiêu thì thần chiêng càng mạnh bấy nhiêu... Người chủ nhiều cồng chiêng không chỉ là người nhiều của cải mà cái chính là được sức mạnh của thần chiêng phù hộ" (Tô Ngọc Thanh). "Dòng họ, làng nào có nhiều cồng chiêng sẽ được các dòng họ, làng khác nể nang, nghe theo. Già làng ở làng ấy có thể được tôn lên làm già làng cho cả một vùng" (Phạm Cao Đạt). Cũng chẳng phải ngẫu nhiên mà một vài người trong vùng có thể đảm nhiệm việc "lên dây" chiêng sau mỗi kỳ sử dụng thường chính là già làng.
Ngay khi đứa trẻ vừa ra đời, người ta đã đem cồng đến đánh bên tai nó, gọi là lễ thổi tai. Chiêng cồng luôn có mặt trong các lễ cúng từ khi con người còn là thai nhi trong bụng mẹ cho tới khi vĩnh biệt cuộc đời.
Trong mỗi lễ hội, cồng chiêng là phương tiện duy nhất để con người thông linh (với thần), giao hòa với trời đất và giao tiếp trong cộng đồng. Đánh cho khỉ trên cây cũng quên bám chặt vào cành đến ngã xuống đất/ Đánh cho ma quỷ mải nghe đến quên làm hại người . Sử thi của người Êđê, M’Nông còn kể lại những cuộc "chiến tranh" giữa các bộ tộc nhằm chiếm đoạt cồng chiêng.
Người Xê-đăng kể rằng: Thuở xa xưa có lần voi dữ tràn về phá rẫy, phá buôn. Con trai Xê-đăng mang theo lao, tên lá cùng hợp sức tiêu diệt thú dữ, đánh nhau suốt mấy ngày đêm, sức tàn lực kiệt mà thú dữ càng hung tợn. Họ chỉ còn biết chắp tay cầu Yàng. Bỗng họ thấy đùn lên một ụ đất, đào xuống thấy một vật bằng đồng tròn như ông mặt trời to bốn người ôm mới xuể.
Gõ vào vật ấy phát ra tiếng trầm vang động núi rừng khiến đàn thú dữ ngơ ngác, mang theo các vật bằng đồng hình dáng tương tự nhưng nhỏ dần, âm càng cao. Khi đã có trong tay hơn 10 chiếc chiêng, đồng thanh gõ lên thì tiếng trầm như thác đổ, tiếng to như thác reo khiến voi dữ phải chạy vào rừng xanh ...
"Các tộc người Tây nguyên quan niệm nhạc cụ như con người - càng nhiều tuổi tiếng nói càng được tôn trọng hơn . Cồng chiêng càng lâu năm, trải qua nhiều lần nghi lễ càng thiêng" (Phạm Nam Thanh). Những bộ chiêng tiếng hay và thiêng có giá trị tính bằng 1-2 con voi hoặc 40 con trâu. Người B’Râu cho rằng chiêng tha (gồm hai chiếc chồng và vợ) chính là tổ tiên của họ. Đánh chiêng họ gọi là gọ tha pơi, nghĩa là "mời tha nói". Thủ tục để mở một bài chiêng rất khắt khe, phải cho tha ăn, cho tha uống, khấn mời trời đất và nhiều người đến chứng kiến...
Người Xêđăng Sdrá có chiêng duy nhất một chiếc - chủ nhân phải cất rất kỹ, sợ người ngoài hoặc trẻ con không biết đem ra đánh thì khổ, sẽ bị già làng phạt nặng. Các dân tộc Tây nguyên đều đặt tên chiêng trong một bộ theo vai vế như trong một gia đình và phân biệt chiêng thiêng (có Yàng trú ngụ) với chiêng thường để dùng trong các dịp lễ trọng hoặc sinh hoạt thường ngày. Có bộ chiêng chỉ được đánh khi có vật hiến sinh từ bò trở lên hoặc  lễ hội lớn!

## Thư viện ảnh

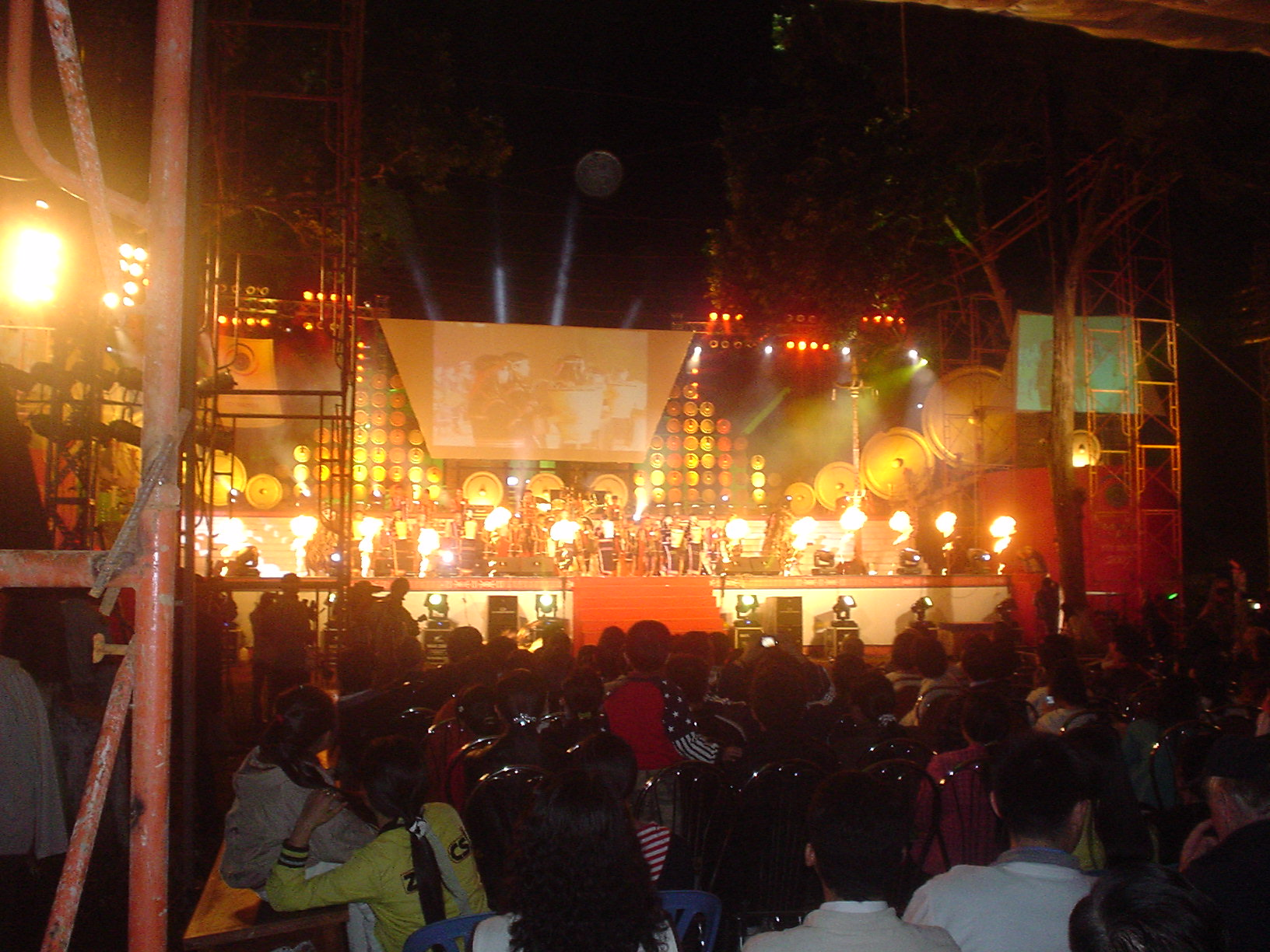
Lễ hội cồng chiêng 2007 tổ chức tại Đăk Lăk
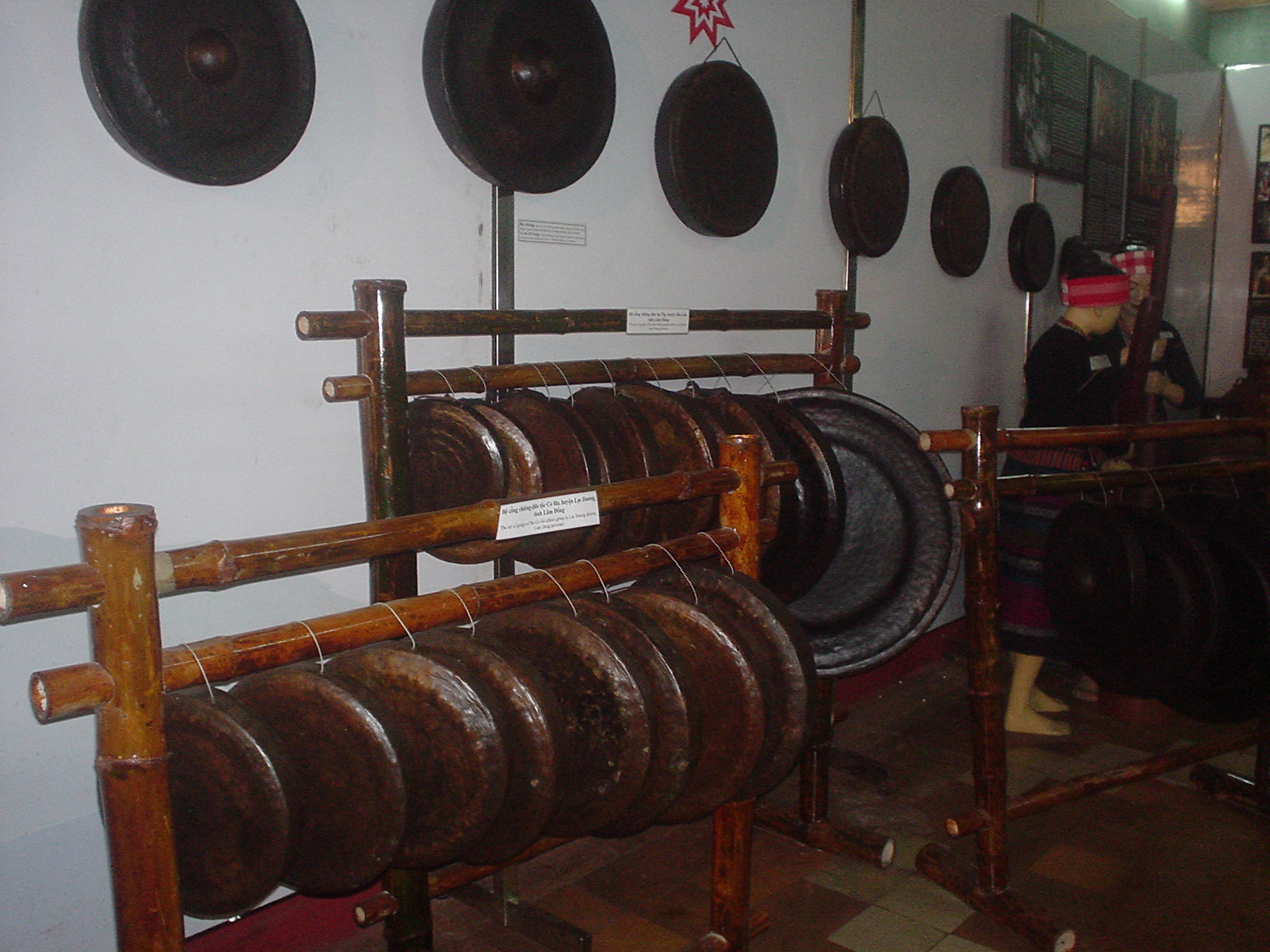
Cồng Chiêng trưng bày tại Biệt điện Bảo Đại
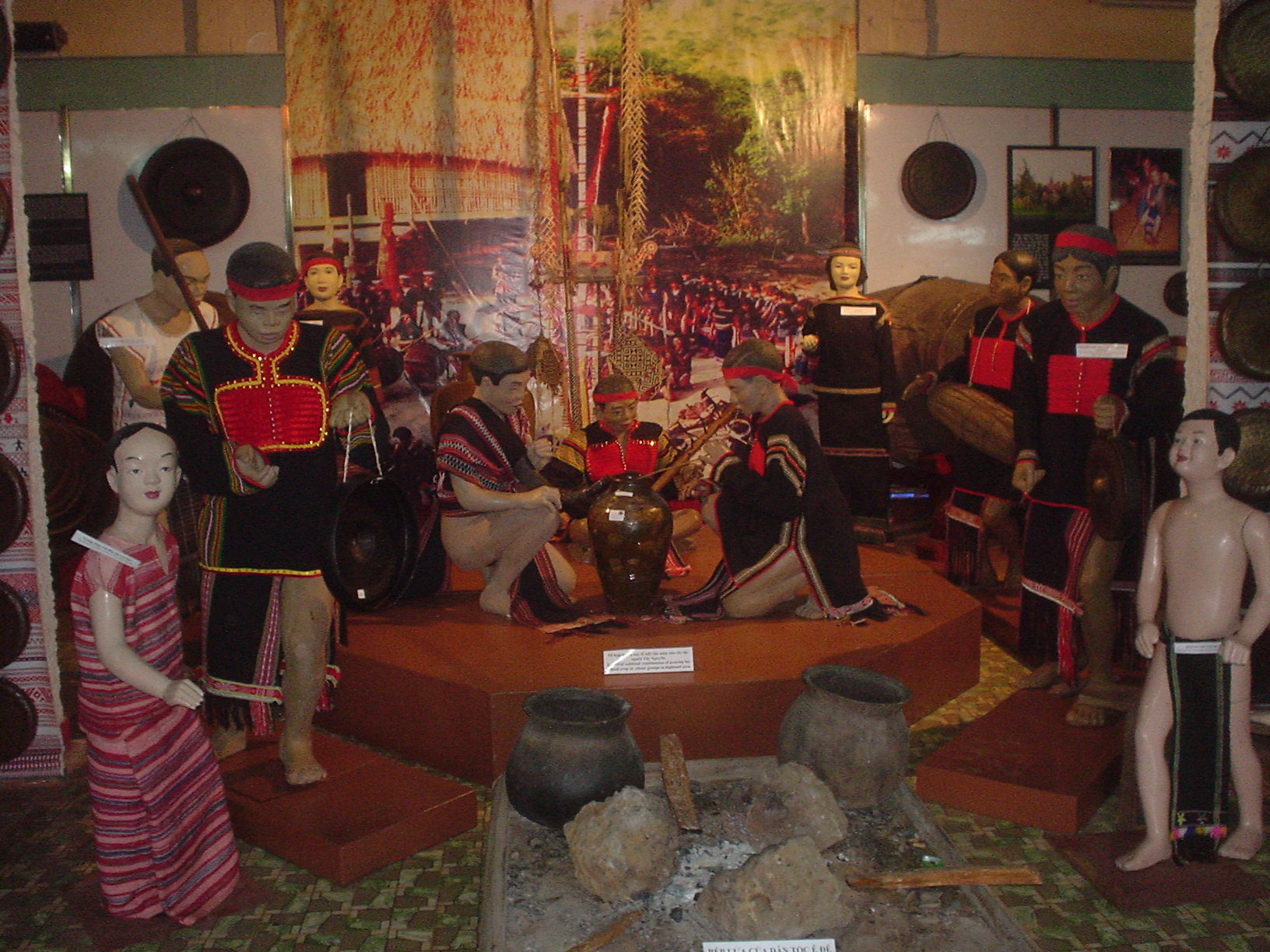
Mô hình sinh hoạt văn hóa Cồng Chiêng trưng bày tại Biệt điện Bảo Đại
Sinh hoạt Cồng Chiêng ở Đắk Lắk